# دي جي سامي
دي جي سامي (بالإسبانية: DJ Sammy)‏ وإسمه الكامل سامويل بورياه (بالإنجليزية: Samuel Bouriah)‏ وهو دي جي ومنتج إسباني يهودي في اليورودانس، ولد في يوم 19 أكتوبر 1969 في مايوركا في إسبانيا . احتلت ألبوماته المراتب الأولى في عدة دول منها ألبوم هيفن الذي احتل المرتبة الأولى في المملكة المتحدة والذي شاركت به ماري خوسيه وتزوجها في 2005 وأنجب منها بنت.

## روابط خارجية
- دي جي سامي على موقع IMDb (الإنجليزية)
- دي جي سامي على موقع ميوزك برينز (الإنجليزية)
- دي جي سامي على موقع أول ميوزيك (الإنجليزية)
- دي جي سامي على موقع ديسكوغز (الإنجليزية)